# Ямато-э
Ямато-э (яп. 大和絵) — стиль японской живописи, распространённый в периоды Хэйан (794—1185) и Камакура (1185—1333) и противопоставляемый «китайской живописи», именуемой «кара-э» или «тан-э» (яп. 唐絵). В подавляющем большинстве случаев представлены изображениями на раздвижных дверях фусума и ширмах бёбу, тематика картин — повседневная жизнь японцев и японские пейзажи. Многие работы мастеров стиля ямато-э не подписаны, поэтому их точная атрибуция затруднена. Кроме того, многие работы, созданные до середины XII века, утеряны и известны только по описаниям.

## История
Слово «ямато» (яп. 大和) — название древней провинции, где располагалась столица и политический центр в III—VIII веках; позднее оно получило значение «Япония». Ямато-э как «местная живопись» зародилась после разрыва дипломатических отношений с Китаем в 894 году, её развитие достигло пика в XI столетии. До VIII века ширмы и панели расписывали исключительно китайскими сюжетами и пейзажами; первые сюжеты ямато-э сочетали классические виды далёкого для японцев Китая с пейзажами, знакомыми лично и из литературных произведений. Во дворце императора внешние, церемониальные помещения расписывали в китайском стиле, а внутренние помещения украшали местными мотивами.
Бурно развивавшаяся в период Хэйан японская литература оставила свой след в живописи: в живописи появилось множество литературных отсылок, пейзажи ямато-э вслед за стихотворениями вместо китайской сливы стали воспевать японскую вишню, вместо волшебных гор — рисовые поля, а китайские эстетические принципы заменило понятие моно-но аварэ. В это время появились мотивы, позже укоренившиеся в японском изобразительном искусстве: кролики в высокой осенней траве, олени, бегущая вода и волны, персики, дикая хризантема. Как и в литературных произведениях периода Хэйан, в живописи ямато-э пейзаж использовался для выражения эмоционального состояния героев.
К XI веку позволить себе ширмы ямато-э смогли не только придворные, но и состоятельные японские семьи. Некоторые работы периода расцвета жанра сочетают в себе кара-э и ямато-э: примером может служить национальное сокровище, шестипанельная ширма XI века «Сансуй-бёбу» (яп. 山水屏風). На  ширме изображён популярный поэт китайской династии Тан в своем любимом горном убежище. С одной стороны на ней можно увидеть знаменитую сцену из Шань хай цзин с невысокими покатыми холмами, а с другой — широко известный в Японии вид на реку Удзи. Со временем в японском обществе начались дебаты относительно того, какой из стилей живописи стоит выше: «японский» или «китайский»; Мурасаки Сикибу в Повести о Гэндзи также высказывается по этому вопросу:

Но когда надо изобразить обыкновенные горные склоны с бегущими по ним ручьями, привычные глазу человеческие жилища на фоне простых, но милых сердцу пейзажей, так чтобы невозможно было усомниться в их подлинности, когда надо расположить друг над другом отрешённые от мирской суеты далёкие горные вершины, поросшие густым лесом и не пугающие своей крутизной, перенести на бумагу то, что находится за близлежащей оградой, и все это сделать в соответствии с канонами — для посредственного художника многое оказывается недоступным, и руку истинного мастера отличишь сразу.
Оригинальный текст (яп.)世の常の山のたたずまひ、水の流れ、目に近き人の家居ありさま、げにと見え、なつかしくやはらいだる形などを静かに描きまぜて、すくよかならぬ山の景色、木深く世離れて畳みなし、け近き籬の内をば、その心しらひおきてなどをなむ、上手はいと勢ひことに、悪ろ者は及ばぬ所多かめる。
— Повесть о Гэндзи, глава «Дерево-метла»

## Разновидности и влияние
Основные жанры и темы ямато-э: «знаменитые виды», мэйсё-э, цукинами-э (яп. 月次絵) и «сезонные картины» сики-э (картины четырёх сезонов). Другие работы в жанре ямато-э — свитки (эмакимоно), в частности, использованные для коронационного обряда дайдзёсай и другие; большинство из них утеряно. Ещё одним примером свитков в жанре ямато-э являются иллюстрации XII века к «Повести о Гэндзи», там ярко прослеживается характерная для того времени ностальгическая грусть по ушедшим временам. Стремясь не испортить образ идеализированных героев, возникший у читателей, художники стремились схематизировать изображение лиц, так что опознать героев можно было только по одежде и позам. Свитки ямато-э обычно содержали каллиграфические надписи, зачастую полускрытые, что усиливало интимность текста.
Значительное число картин ямато-э создано придворными художниками из академии живописи Эдокоро, в частности, первое изображение на ширме, стиль которого определяют как «ямато-э», создано его работником Асукабэ-но Цунэмори в 999 году. Кроме того, непрофессиональные художники и художницы из аристократических семей зачастую представляли Эдокоро свои наброски и картины; в частности, в XII веке своими картинами жанра мэйсё-э на раздвижных панелях прославилась фрейлина Тоса-но Цубонэ (яп. 土佐局), Эдокоро её наняло для расписывания панелей храма Хоконго-ин.
Ямато-э повлиял на дальнейшее развитие японской живописи, влияние этого жанра прослеживается в ширмах вплоть до XVII столетия и гравюрах укиё-э.

Фудзивара Таканобу. Портрет Минамото-но Ёритомо
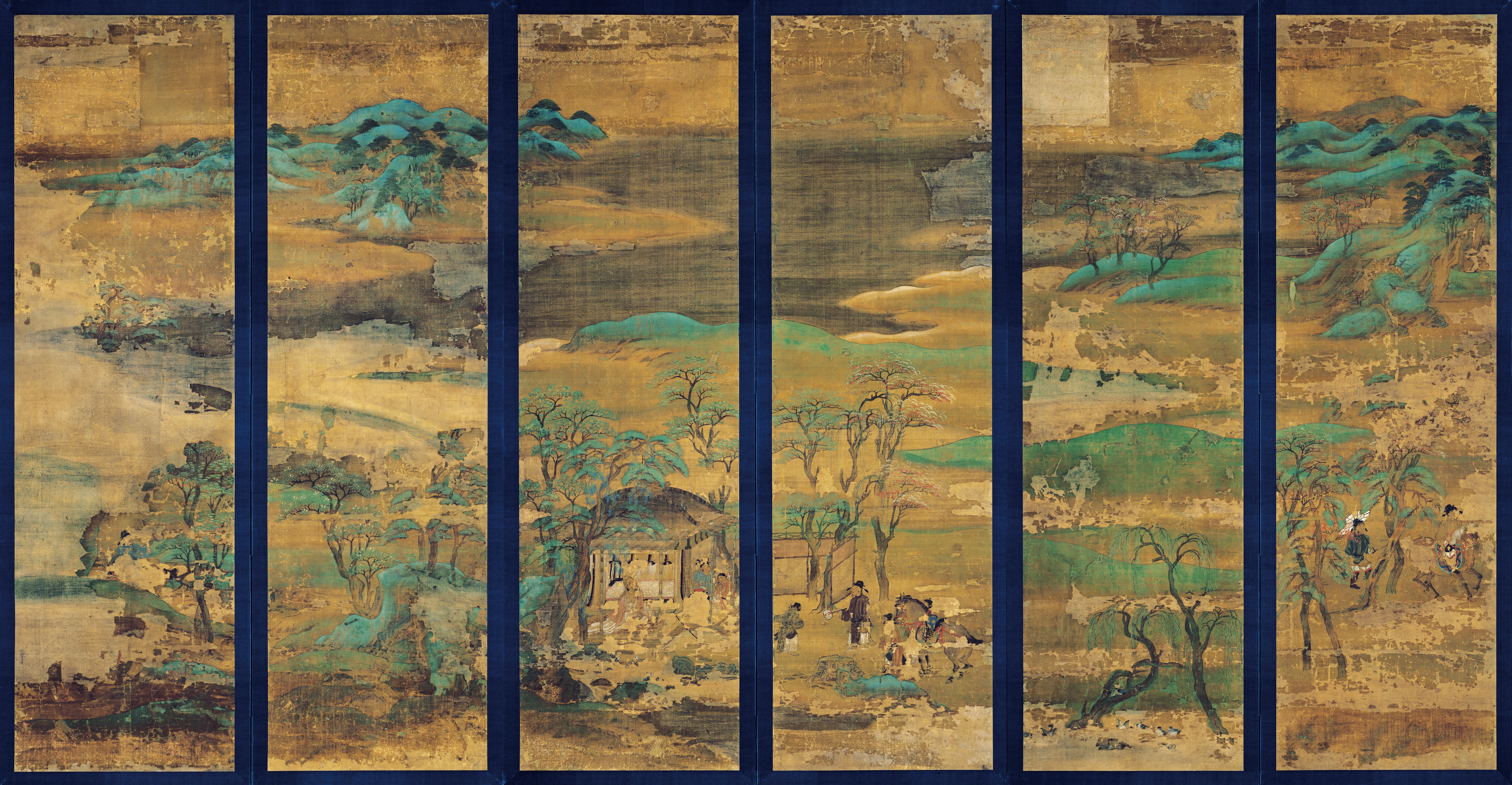
Шестипанельная шёлковая ширма Сэндзуй-бёбу
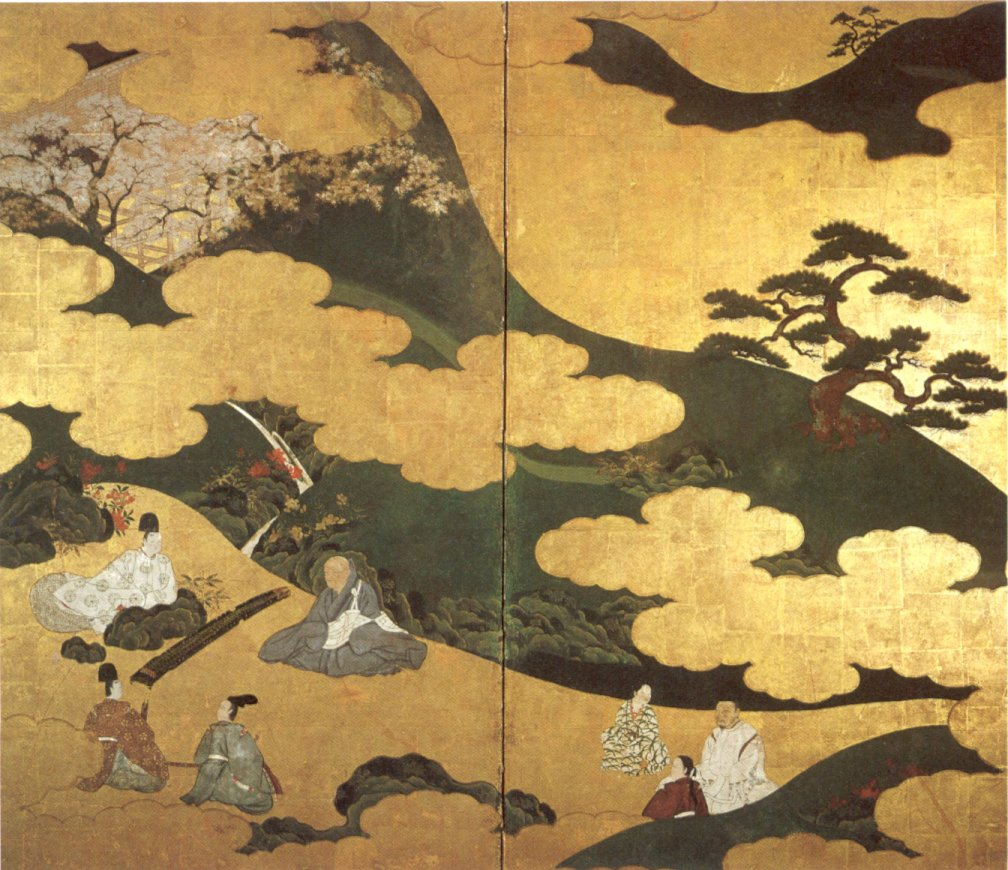
Тоса Мицуёси, иллюстрация к Гэндзи-моногатари